# Socotroonops socotra
Socotroonops socotra là một loài nhện trong họ Oonopidae.
Loài này thuộc chi Socotroonops. Socotroonops socotra được miêu tả năm 2002 bởi Michael Saaristo & van Harten.